# سليمان دميرل
سامي سليمان غاندودو دميرل (بالتركية: Süleyman Demirel؛) (1 نوفمبر 1924 – 17 يونيو 2015) رجل دولة تركي وقائد سياسي كان رئيس تركيا التاسع من عام 1993 إلى 2000. تولّى سابقًا منصب رئيس وزراء تركيا خمس مرات بين عامي 1965 و 1993. كان قائد حزب العدالة من 1964 إلى 1980 وزعيم حزب الطريق القويم من 1987 إلى 1993.
بعد أن أشار إليه عدنان مندريس بأنه رئيس مستقبلي محتمل للوزراء، انتُخب دميرل قائدًا لحزب العدالة عام 1964 وتمكن من إسقاط حكومة عصمت إينونو عام 1965 رغم أنه لم يكن عضوًا في البرلمان. دعم حكومة سوات خيري أورغوبلو لحين فوز حزبه بأكثرية برلمانية في الانتخابات العامة لعام 1965. زاعمًا بأن تجمعه كان خليفةً للحزب الديمقراطي المحظور، أُعيد انتخابه رئيسًا للوزراء عام 1969 من خلال الفوز بأكثرية برلمانية لمرة ثانية. رغم إصلاحاته الاقتصادية التي عملت على استقرار التضخم، استقال من منصب رئاسة الوزراء بعد حجب البرلمان لميزانيته، لكنه شكّل حكومته الثالثة بعدها بوقت قصير. انتهت رئاسته للوزراء عقب الانقلاب التركي لعام 1971.
كان دميرل زعيم المعارضة من عام 1971 إلى 1975 قبل تشكيله لحكومة من أربعة أحزاب عُرفت باسم الجبهة الوطنية الأولى، التي انهارت عام 1977. مع حزبين آخرين، شكل حكومة الجبهة الوطنية الثانية عام 1977، والتي انهارت عام 1978. لم تتمكن حكومة الأقلية برئاسة دميرل عام 1979 من انتخاب رئيسٍ للبلاد عام 1980، مما أدى إلى الانقلاب التركي لعام 1980 الذي منع دميرل عن الحياة السياسية. من خلال الاستفتاء الدستوري لعام 1987، استعاد الحق بالمشاركة الفعالة في السياسات وتولى قيادة حزب الطريق القويم. فاز بالانتخابات العامة لعام 1991 وشكّل ائتلافًا مع حزب الشعب الديمقراطي الاشتراكي، متوليًا رئاسة الوزراء للمرة الخامسة والأخيرة. عقب الوفاة المفاجئة للرئيس القائم تورغوت أوزال، خاض السباق الرئاسي لعام 1993 ومن ثم أصبح رئيس تركيا التاسع حتى عام 2000. مع 10 سنوات و 5 أشهر، تُعد ولاية دميرل في رئاسة الوزراء ثالث أطول ولاية في تاريخ تركيا، بعد عصمت إينونو ورجب طيب أردوغان.

## خلفيته التاريخية وبدايات مسيرته
ولد دميرل في 1 نوفمبر 1924، في أتابي، بلدة في محافظة إسبرطة. بعد إنهاء المرحلة الابتدائية في بلدته، التحق بالمدرسة المتوسطة والثانوية في إسبرطة وأفيون، على الترتيب. تخرج من كلية الهندسة المدنية في جامعة إسطنبول التقنية عام 1949.
عمل دميرل في دائرة تخطيط الطاقة الكهربائية عام 1949. أجرى دراسات عليا في مجال الري والتقنيات الكهربائية وإنشاء السدود في الولايات المتحدة، بدايةً في 1949 – 1950، وبعدها في 1954 – 1955. أثناء تشييد سد سيهان، عمل دميرل بصفة مهندس مشاريع وفي عام 1954 عُيّن رئيسًا لهيئة السدود. في عام 1955، شغل منصب مدير عام الأشغال الهيدروليكية. بهذه الصفة، أشرف دميرل على تشييد مصانع طاقة وسدود ومنشآت ري. اختارت زمالة أيزنهاور سليمان دميرل عام 1954 لتمثيل تركيا.
بعد انقلاب عام 1960، جُنّد إلى الجيش التركي من أجل الخدمة العسكرية الإلزامية. عقب انتهاء خدمته العسكرية، عمل مهندسًا حرًا وممثل شركة موريسون الأمريكية للإنشاءات. خلال هذه الفترة، عمل أيضًا محاضرًا بدوام جزئي في الهندسة الهيدروليكية في جامعة الشرق الأوسط التقنية في أنقرة.

## مسيرته السياسية
بدأت مسيرته السياسية بانتخابه للمجلس التنفيذي لحزب العدالة، الذي أسسه الجنرال السابق راغب غوموشبالا بتوجيهات من رئيس الدولة جمال غورسيل، بديلًا عن الحزب الديمقراطي الذي حُظر بعد الانقلاب العسكري في 27 مايو 1960. يزعم الصحفي وعضو البرلمان جهاد بابان في كتاب معرض السياسات، أن جمال غورسل قال له:
لربما تُحل كل مشاكلنا إذا تمكن سليمان دميرل من أن يصبح زعيمًا لحزب العدالة. أعملُ جاهدًا من أجله ليصبح قائدًا للحزب. إذا نجحت في هذا، سأكون سعيدًا.
بلُغته التركية ذات اللكنة الريفية والأناضولية وحقيقة أنه جاء من قرية ريفية، كان قادرًا على أسر الجماهير الذين حضروا عادةً تجمعات حملاته التي نظمها وعبّر عن نفسه من خلالها بأنه واحدٌ منهم.

## وفاته
توفي الرئيس سليمان دميرل يوم الأربعاء الموافق 17 يونيو 2015 عن 90 عاماً في أحد مستشفيات أنقرة إثر إصابته بالتهاب في الجهاز التنفسي.

## روابط خارجية
- سليمان دميرل على موقع IMDb (الإنجليزية)
- سليمان دميرل على موقع الموسوعة البريطانية (الإنجليزية)
- سليمان دميرل على موقع مونزينجر (الألمانية)
- سليمان دميرل على موقع إن إن دي بي (الإنجليزية)
- سليمان دميرل على موقع أوليمبيديا (الإنجليزية)